# Кейруан, Таваи
Таваи Кейруан (англ. Tawai Keiruan; 3 сентября 1972, Танна) — вануатский легкоатлет, специалист по бегу на средние и длинные дистанции. Выступал за национальную сборную Вануату по лёгкой атлетике в 1990-х годах, чемпион и призёр Южнотихоокеанских игр, участник двух летних Олимпийских игр. Знаменосец команды Вануату на Олимпиаде в Атланте.

## Биография
Таваи Кейруан родился 3 сентября 1972 года на острове Танна, Вануату.
Впервые заявил о себе в 1992 году, когда вошёл в основной состав национальной сборной Вануату и благодаря череде удачных выступлений удостоился права защищать честь страны на летних Олимпийских играх в Барселоне. Стартовал в мужском беге на 5000 метров, на предварительном этапе показал время 15:27,46 и не смог квалифицироваться в финал.
После барселонской Олимпиады Кейруан остался в составе легкоатлетической команды Вануату и продолжил принимать участие в крупнейших международных соревнованиях, так в 1995 году он достаточно успешно выступил на Южнотихоокеанских играх в Папеэте 1995, где в общей сложности четыре раза поднимался на пьедестал почёта: завоевал золотую медаль в беге на 3000 метров с препятствиями, стал серебряным призёром в беге на 1500 метров, получил бронзу в беге на 800 метров и мужской эстафете 4 × 400 метров.
Находясь в числе лидеров сборной Вануату по лёгкой атлетике, Таваи Кейруан благополучно прошёл отбор на Олимпийские игры 1996 года в Атланте, при этом на церемонии открытия Игр ему доверили нести знамя своей страны. На сей раз бежал дистанцию 1500 метров, на финише квалификационного забега показал время 4:02,78 и вновь не смог пробиться в финальную стадию.
В 1997 году установил личный рекорд в беге на 5000 метров, преодолев эту дистанцию за 15:08,1.